# Amaktie Maasie
Mario Amaktie Maasie est un footballeur surinamien, né le 27 novembre 1982, qui évoluait jusqu'en 2014 au poste d'attaquant à l'Inter Moengotapoe de la SVB Hoofdklasse.
Buteur prolifique, il a été sacré à trois reprises meilleur buteur du championnat du Suriname de football.

## Biographie

### Carrière en club
Maasie commence sa carrière avec le SV Leo Victor en 2002 et fait parler de lui lors de la saison 2002-03 en devenant meilleur buteur du championnat du Suriname avec 18 buts. En 2004, il rejoint le SV Robinhood et fait parler la poudre avec 20 buts marqués durant l'exercice 2005-06. En 2007, il signe pour l'Inter Moengotapoe et se distingue dès sa première saison avec son nouveau club en marquant 18 buts, soit un de moins que le meilleur buteur, Ifenildo Vlijter. La consécration arrive deux ans plus tard lorsqu'il termine deux fois consécutivement meilleur buteur de la SVB Hoofdklasse en 2009-10 (13 buts) et 2010-11 (19 buts).
Maasie s'érige aussi comme le grand héros de la finale de la Coupe du Suriname 2012, en marquant un triplé en 2e mi-temps lors de la victoire 5-2 de l'Inter Moengotapoe sur le SV Excelsior, le 12 août 2012, au Stade André Kamperveen. 
Malgré ses statistiques impressionnantes en championnat, Maasie n'a paradoxalement jamais été international en équipe nationale du Suriname. En revanche, il possède une cape avec la sélection olympique, contre le Guatemala, le 7 septembre 2003, dans le cadre d'un match de qualification aux Jeux olympiques de 2004.

## Palmarès

### Collectif
- Avec le SV Leo Victor :
  - Vainqueur de la Coupe du Suriname en 2003.
  - Vainqueur de la Supercoupe du Suriname en 2003.

- Avec le SV Robinhood :
  - Champion du Suriname en 2004-05.
  - Deux fois vainqueur de la Coupe du Suriname en 2006 et 2007.

- Avec l'Inter Moengotapoe :
  - Cinq fois champion du Suriname 2007-08, 2009-10, 2010-11, 2012-13 et 2013-14.
  - Vainqueur de la Coupe du Suriname en 2012.
  - Cinq fois vainqueur de la Supercoupe du Suriname en 2007, 2010, 2011, 2012 et 2013.

### Distinctions individuelles
- Avec le SV Leo Victor :
  - Meilleur buteur du championnat du Suriname (ex æquo avec Gordon Kinsaini) en 2002-03 (18 buts).
- Avec l'Inter Moengotapoe :
  - Deux fois meilleur buteur du championnat du Suriname en 2009-10 (13 buts) et 2010-11 (19 buts).